# FK Železiarne Podbrezová
Maillots
Le FK Železiarne Podbrezová est un club slovaque de football. Il est basé à Podbrezová. 

## Historique des noms du club
- 1920 : fondation du club sous le nom de RTJ Podbrezová
- 1930 : le club est renommé ŠK Podbrezová
- 1936 : le club est renommé ŠKP Podbrezová
- 2006 : le club est renommé FO ŽP Šport Podbrezová
- 2017 : le club est renommé FK Železiarne Podbrezová

## Bilan
| Année   | Place | Points | Ligue        |
| ------- | ----- | ------ | ------------ |
| 1997-98 |       |        | Division III |
| 1998-99 | 7e    | 49 pts | Division II  |
| 1999-00 | 3e    | 74 pts | Division II  |
| 2000-01 | 3e    | 51 pts | Division II  |
| 2001-02 | 5e    | 41 pts | Division II  |
| 2002-03 | 5e    | 48 pts | Division II  |
| 2003-04 | 5e    | 48 pts | Division II  |
| 2004-05 | 9e    | 41 pts | Division II  |
| 2005-06 | 10e   | 44 pts | Division II  |

|  | Montée |  | Descente |